# Liste der Biografien/Wino
Liste der Biografien |
Portal Biografien |
Personensuche
# |
A |
B |
C |
D |
E |
F |
G |
H |
I |
J |
K |
L |
M |
N |
O |
P |
Q |
R |
S |
T |
U |
V |
W |
X |
Y |
Z |
?
 
Wa |
Wc |
Wd |
We |
Wh |
Wi |
Wj |
Wl |
Wn |
Wo |
Wr |
Ws |
Wt |
Wu |
Ww |
Wy |
Wz
 
Wia |
Wib |
Wic |
Wid |
Wie |
Wif |
Wig |
Wih |
Wii |
Wij |
Wik |
Wil |
Wim |
Win |
Wio |
Wip |
Wir |
Wis |
Wit |
Wiv |
Wiw |
Wix |
Wiz
 
Wina |
Winb |
Winc |
Wind |
Wine |
Winf |
Wing |
Winh |
Wini |
Wink |
Winl |
Winm |
Winn |
Wino |
Winq |
Winr |
Wins |
Wint |
Winw |
Winz
Die Liste der Biografien führt alle Personen auf, die in der deutschsprachigen Wikipedia einen Artikel haben. Dieses ist eine Teilliste mit 44 Einträgen von Personen, deren Namen mit den Buchstaben „Wino“ beginnt.

## Wino

### Winoc
- Winoc, Klostergründer und Abt
- Winock, Michel (* 1937), französischer Historiker
- Winocour, Alice (* 1976), französische Regisseurin und Drehbuchautorin

### Winof
- Winofsky, Winfried (* 1957), deutsch-kanadischer Eishockeyspieler

### Winog
- Winograd, Eliahu (1926–2018), israelischer Jurist, Richter des israelischen Obersten Gerichts sowie Vizepräsident des Bezirksgerichts Tel Aviv
- Winograd, Peter, US-amerikanischer Geiger und Musikpädagoge
- Winograd, Shmuel (1936–2019), israelisch-US-amerikanischer Informatiker
- Winograd, Terry (* 1946), US-amerikanischer Informatiker
- Winogradow, Alexander (* 1976), russischer Opernsänger (Bass)
- Winogradow, Alexander Jurjewitsch (* 1951), sowjetischer Kanute
- Winogradow, Alexander Nikolajewitsch (1918–1988), sowjetischer Fußball- und Eishockeyspieler, Weltmeister
- Winogradow, Alexander Pawlowitsch (1895–1975), russischer Geochemiker und Vizepräsident der Akademie der Wissenschaften der UdSSR
- Winogradow, Anatoli Kornelijewitsch (1888–1946), sowjetischer Schriftsteller
- Winogradow, Askold Iwanowitsch (1929–2006), russischer Mathematiker
- Winogradow, Boris Alexejewitsch (* 1948), russischer Politiker
- Winogradow, Dmitri Iwanowitsch (1720–1758), russischer Chemiker und Keramiker
- Winogradow, Iwan Matwejewitsch (1891–1983), sowjetischer Mathematiker, der als einer der Mitbegründer der modernen analytischen Zahlentheorie gilt
- Winogradow, Michail Wiktorowitsch (* 1997), russischer Handballspieler
- Winogradow, Pawel Wladimirowitsch (* 1953), russischer Raumfahrer
- Winogradow, Sergei Arsenjewitsch (1869–1938), russischer Maler
- Winogradow, Wiktor Wladimirowitsch (1895–1969), russischer Literaturwissenschaftler, Philologe und Hochschullehrer
- Winogradow, Wladimir Nikititsch (1882–1964), russischer Arzt und langjähriger Leibarzt Josef Stalins
- Winogradowa, Jekaterina (* 1977), russisch-belarussisch-US-amerikanisch-armenische Biathletin
- Winogradowa, Jelena (* 1964), russisch-sowjetische Sprinterin
- Winogradowa, Nina Georgijewna (1928–1997), sowjetisch-russische Meeresbiologin
- Winogradowa, Polina Wladimirowna (* 1993), russische Tennisspielerin
- Winogradowa, Sore Abljakimowna (1916–1989), sowjetische Biologin und Hochschullehrerin
- Winogradowa, Swetlana Olegowna (* 1987), russische Snowboarderin
- Winogradowa, Walentina Alexejewna (1943–2002), sowjetische Volleyballnationalspielerin
- Winogradskaja, Polina Semjonowna (1897–1970), sowjetische Soziologin und Frauenrechtlerin
- Winogradski, Sergei Nikolajewitsch (1856–1953), russischer Mikrobiologe und Pflanzenphysiologe
- Winogradsky, Éric (* 1966), französischer Tennisspieler
- Winogrand, Garry (1928–1984), US-amerikanischer Fotograf

### Winok
- Winokur, Marissa Jaret (* 1973), US-amerikanische Schauspielerin
- Winokur, Waleri Markowitsch (* 1949), russisch-amerikanischer Physiker
- Winokurow, Alexander (* 1973), kasachischer Radrennfahrer und TeammanagerAlexander Winokurow (* 1973)

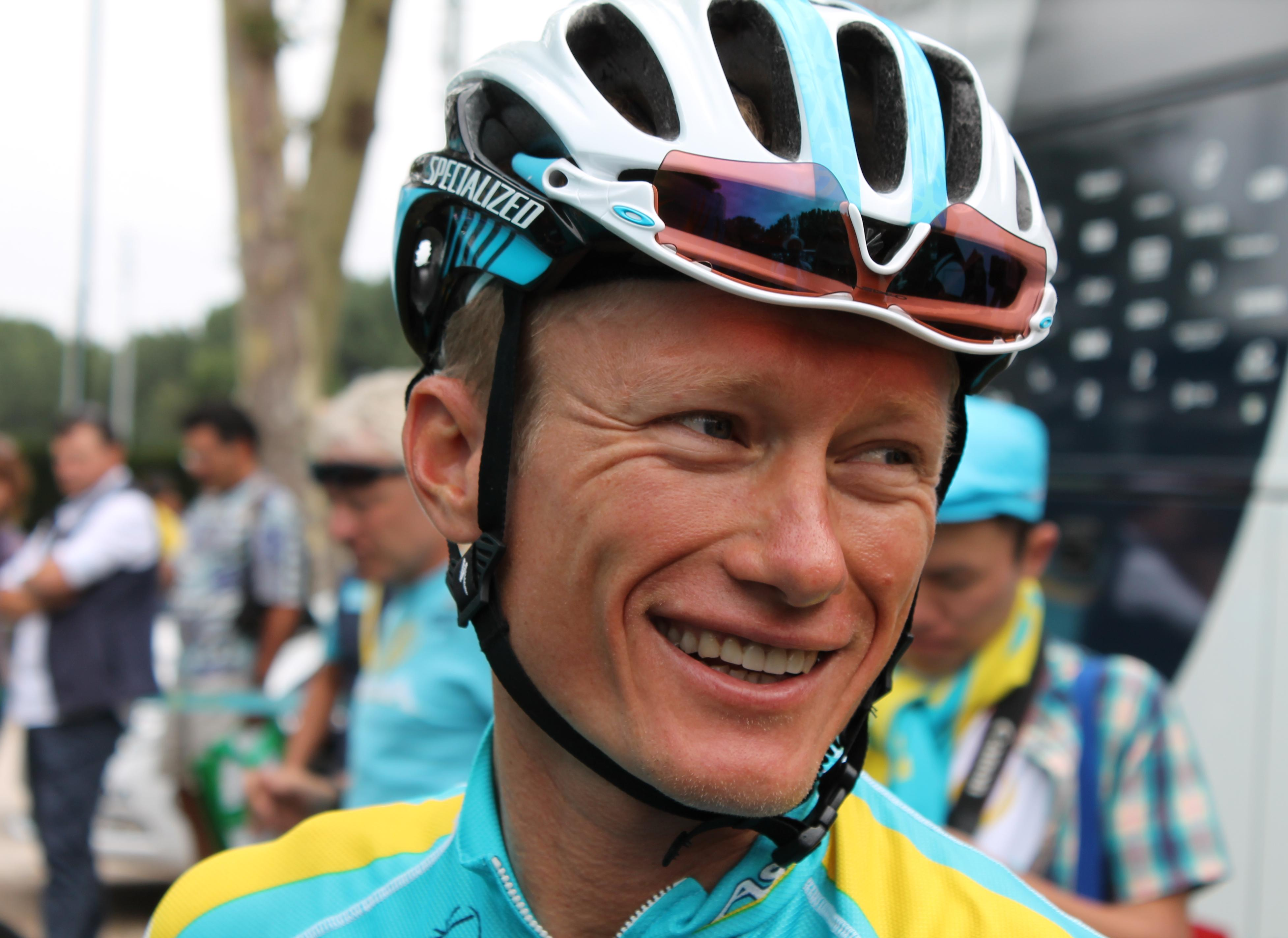
Alexander Winokurow (* 1973)

- Winokurow, Eduard Teodorowitsch (1942–2010), sowjetischer Fechter
- Winokurow, Elsa (1883–1983), russisch-deutsche Ärztin
- Winokurow, Michail Wassiljewitsch (1890–1955), russisch-sowjetischer Eisenbahningenieur und Hochschullehrer
- Winokurow, Nikolas (* 2002), kasachischer Radrennfahrer
- Winokurow, Wladislaw (* 1980), österreichischer Musiker und Pädagoge ukrainischer Herkunft
- Winokurowa, Julija (* 1972), russische Marathonläuferin

### Winon
- Winona, Kim (1930–1978), US-amerikanische Schauspielerin

### Winov
- Winovich, Chase (* 1995), US-amerikanischer American-Football-Spieler